# Stenotrachelidae
Stenotrachelidae jsou čeleď brouků z nadčeledi Tenebrionoidea.

## Taxonomie
- Čeleď Stenotrachelidae Thomson, 1859 (=Cephaloidae)
  - podčeleď Cephaloinae
    - rod Cephaloon
      - Cephaloon bicolor (Horn, 1896)
      - Cephaloon lepturidis Newman, 1838
      - Cephaloon pacificum van Dyke, 1928
      - Cephaloon pallens (Motschulsky, 1860)
      - Cephaloon simulans Casey
      - Cephaloon tenuicorne LeConte, 1874
      - Cephaloon ungulare LeConte, 1874
      - Cephaloon vandykei Hopping & Hopping, 1934

  - podčeleď Nematoplinae
    - rod Nematoplus LeConte, 1855
      - Nematoplus collaris LeConte, 1855
      - Nematoplus semenovi

  - podčeleď Stenotrachelinae Thomson, 1859
    - rod Anelpistus Horn, 1870
      - Anelpistus americanus Horn, 1870
      - Anelpistus canadensis Mark, 1942

    - rod Scotodes Eschscholtz, 1818
      - Scotodes annulatus Eschscholtz, 1818

    - rod Stenotrachelus Berthold, 1827
      - Stenotrachelus aeneus (Paykull, 1799)